# Cohiño
Cohiño es una localidad española del municipio de Arenas de Iguña, perteneciente a la comunidad autónoma de Cantabria.

## Toponimia
El nombre del lugar puede encontrarse escrito con las grafías Cohiño y Coiño. Los vecinos lo llaman también Palazuelos.

## Geografía
La localidad está a una distancia de 2,6 kilómetros de la capital municipal, Arenas de Iguña, y está situada a 210 m s. n. m., junto a una de las márgenes del río Los Llares. Enfrente, al otro lado del río, tiene el pueblo de San Cristóbal.

## Historia
Hacia mediados del siglo XIX, era referido como un pueblo por entonces perteneciente al municipio de Riovaldeiguña.
En la actualidad, pertenece al municipio de Arenas de Iguña. En 2023, la entidad singular de población de Cohiño tenía empadronados 70 habitantes, todos ellos en el núcleo de población de ese nombre.

## Patrimonio
Entre sus edificios religiosos se encuentra la iglesia parroquial de Santa Marina, datada en los siglos XV-XVI, y la ermita de San Roque; en ella se hace una fiesta el día de este santo en la plaza. También tiene dos cuevas; en una de ellas antiguamente, en la guerra, se escondía la gente para protegerse.